# Mickey Mousing
Mickey Mousing er en teknik i film, hvor musikken meget direkte kommenterer filmens handling. Navnet stammer fra de tidlige Walt Disney-film, hvor musikken stort set mimer figurernes bevægelser i filmene.
Teknikken anvendes i udpræget grad i humoristiske animationsfilm, men særligt i de tidlige lydfilms dage var teknikken også udbredt i normale spillefilm. Blandt de film, der har tydelige eksempler herpå, kan nævnes King Kong fra 1933, hvor det filmhold, der er med i filmen, ankommer til King Kongs ø og møder de indfødte. Her kommer høvdingen ned ad en række trapper, og musikken spiller synkront hermed en række nedadgående skalaer. Mod slutningen i samme film, hvor King Kong er kommet til New York og kravler op på Empire State Building, stiger musikken i et crescendo i takt hermed.
Teknikken anvendes ud over til animationsfilm stort set ikke længere.[kilde mangler] I stedet anvendes musik, der understreger stemninger i en scene, hvilket giver en mere flydende musikside.
| Film | Spire Denne filmartikel er en spire som bør udbygges. Du er velkommen til at hjælpe Wikipedia ved at udvide den. |